# Емануеле Ідіні
Емануеле Ідіні (італ. Emanuele Idini, 18 грудня 1970) — італійський плавець.
Учасник Олімпійських Ігор 1992, 1996 років.
Призер Чемпіонату Європи з водних видів спорту 1991, 1995 років.